# 十二人兄弟
「十二人兄弟」（Die zwölf Brüder、KHM 9）または十二人の兄弟は、グリム童話のひとつ。
アンドルー・ラング世界童話集のあかいろの童話集（1890年）に収録されている 。

## あらすじ
ある国にすでに十二人の王子を持つ王とお妃がおり、そのお妃は新たな命を授かっていた。次に生まれてくる子が王女であれば、その生まれてくる王女にすべての財産と国を与えたいと考えた王は、十二の棺桶を作った。そのことは、王とお妃の間で秘密とされたが、十二人の兄弟のことを想ったお妃は、王子たちに森へ逃げるよう言った。最後に、男の子であれば白旗を、女の子であれば赤旗を上げると告げ、王子たちは森へ逃げた。
十一日が過ぎた頃、赤旗を見た十二人の兄弟は、森の中に魔法の家を見つけ、お互いに助け合い飢えをしのぎ、あっという間に十年の月日が流れた。
その間に、お妃は、心の優しい顔のきれいな、額に金の星がついた王女を生んだ。ある日、自分の十二人の兄が森へ逃げたという事実を知った王女は、兄たちを探しに森へ行った。
それから数日後、魔法の家で兄たちを見つけ、喜びを分かち合った王女は、しばらくの間そこで暮らすことにした。ある日、王女は魔法の家の庭に十二本のきれいなゆりの花が咲いているのを見つけ、兄弟たちに一本ずつゆりの花をあげようと思い、ゆりの花を摘み終えた瞬間、十二人の王子はカラスに姿を変え、遠くへ飛んでいった。
王女が荒れた森の中で一人で泣き悲しんでいると、おばあさんが目の前に現れた。おばあさんから「七年のあいだ口を利かず、笑わずにいたら、十二人の兄たちは元の姿に戻る」と言われ、王女は心の中で誓った。
ある時、森の中にある国の王が現れ、結婚を申し込まれた王女はただうなずいた。それから、王女は王様と結婚し、無口で笑わないながらも幸せな生活を送っていたが、王の母は王女の態度に不満を持っていた。ある日、姑に濡れ衣をきせられた王女は、火あぶりの刑を宣告された。
刑執行の日、王女は木に縛られ火がつけられた。その火がスカートに移ったまさにその時、七年の年月が経った。すると十二羽の烏が飛んできて、地上に降り立った瞬間、人間に姿を変えた王子たちがお姫様を火あぶりの刑から救った。
こうして、みんな一緒に死ぬまで仲良く暮らした。裁判にかけられた悪い姑は、煮えたった油と毒蛇が入った樽に投げ込まれ、無残な最期をとげた。

## 備考
12人の兄たちが烏に変えられるという点から、アールネ・トンプソンのタイプ・インデックスでは451に分類される。
同じタイプに分類される物語としては『七羽のからす』『野の白鳥』などがある。